# Pelekium bifarium
Pelekium bifarium là một loài Rêu trong họ Thuidiaceae. Loài này được (Bosch & Sande Lac.) M. Fleisch. mô tả khoa học đầu tiên năm 1923.